# Lud (Historia Regum Britanniae)
Lud è un antico re leggendario della Britannia pre-romana, secondo il racconto della Historia Regum Britanniae dello scrittore medievale Goffredo di Monmouth (XII secolo). La figura descritta da Goffredo sembra essere derivata dall'eroe della mitologia gallese Lludd Llaw Eraint, prima Nudd Llaw Eraint, affine a sua volta al re Nuada Airgetlám dei Túatha Dé Danann, figura della mitologia irlandese.
Lud, che sarebbe salito al trono dopo la morte del padre Heli, circa nel 73 a.C., ricostruì e ristrutturò molte città del regno, come Trinovantum, dove fece innalzare massicce torri che circondavano l'insediamento. Costruì sontuose abitazioni per i contadini e organizzò grandi feste. Per tutte queste ragioni, Trinovantum fu ribattezzata Caerlud (cioè Città di Lud in gallese). Questo nome fu poi trasformato in Caerlundein e, durante la dominazione romana, in Londinium (Londra).
Ebbe due figli, Androgeo e Tenvanzio, che non successero direttamente al padre. Lud morì e fu sepolto a Trinovantum, vicino a una porta detta Ludgate (cioè Porta di Lud, Porthlud in gallese). Gli successe il fratello Cassivellauno, che combatté contro le legioni di Giulio Cesare, che avevano invaso l'isola.
Nelle versioni gallesi della Historia Regum Britanniae, dove è chiamato Lludd, è compresa anche la storia di Lludd e Llefelys, una versione della quale compare nel Mabinogion: mentre Lludd è re di Britannia, suo fratello Llefelys (non menzionato da Goffredo) divenne re di Francia e aiutò Lludd a liberare l'isola da tre minacce soprannaturali